# Elias Cobbaut
Elias Cobbaut, né le 24 novembre 1997 à Malines en Belgique, est un footballeur international belge qui joue au poste de défenseur au Sparta Prague.

## Biographie

### En club

#### Jeunesse et formation
Né à Malines, Elias Cobbaut commence à jouer au football dans les équipes de jeunes du principal club local, le KV Malines. Après une dizaine d'années, alors que le club ne désire pas le conserver et qu'il veut rester proche du domicile familial, il rejoint le rival de la ville et club de troisième division, le KRC Malines. Cobbaut y est reconverti d'ailier gauche à défenseur central chez les jeunes et il fait ses débuts en équipe première lors de la saison 2013-2014 sous la houlette de l'entraîneur Thierry Pister, le 1er février 2014. Cobbaut, alors âgé de 16 ans, monte au jeu à la 74e minute lors du match à domicile contre le Standaard Wetteren qui voit son équipe l'emporter 6 buts à 2. Le Racing de Malines est champion, remportant la série A de troisième division cette saison-là, et est promu en deuxième division. Elias Cobbaut retourne au KaVé la saison suivante.

#### KV Malines
Cobbaut est d'abord incorporé au noyau espoirs avant d'être inclus dans le noyau A en 2016. Il fait ses débuts en Jupiler Pro League, le 13 août 2016, sous la houlette de l'entraîneur Aleksandar Janković, lors du match à domicile contre le KV Courtrai. Il remplace son coéquipier Željko Filipović dans les derniers instants de la partie. Il obtient ensuite quelques autres opportunités de glâner du temps de jeu avant d'obtenir pleinement sa chance lors des play-offs et de s'imposer la saison suivante comme un pion essentiel de l'équipe malinoise, sans toutefois pouvoir éviter la relégation après un longue bagarre au coude-à-coude avec la KAS Eupen. Le 30 septembre 2017, il inscrit son premier et unique but pour le Malinwa à la 92e minute de la rencontre à l'extérieur contre l'Excel Mouscron, arrachant ainsi un point pour son équipe (2-2).

#### RSC Anderlecht
À l'issue de la saison 2017-2018, Cobbaut s'engage avec le RSC Anderlecht pour cinq saisons. Il dispute sa première rencontre avec les Mauves le 28 juillet 2018 contre le KV Courtrai. Il délivre un assist pour Ivan Santini lors du match suivant qui se termine par une victoire 5 buts à 2 contre le KV Ostende. Le 12 août 2018, alors qu'il est un titulaire indiscutable aux yeux d'Hein Vanhaezebrouck, Elias Cobbaut se déchire partiellement les ligaments de la cheville face au Sporting de Charleroi et est éloigné des terrains jusqu'au mois de décembre. Entretemps, Vanhaezebrouck est remercié et l'intérimaire Karim Belhocine le reprend pour trois matchs avant que son successeur Fred Rutten ne le remette à l'écart au profit d'Ivan Obradović, son concurrent direct. Une fois Rutten démis lui aussi de ses fonctions, Belhocine ramène Cobbaut dans l'équipe et celui-ci dispute les quatre dernières rencontres des play-offs.
Lors de la saison 2019-2020, Cobbaut conquiert une place de titulaire à partir de la sixième journée mais il est surtout un choix par défaut au vu des nombreuses blessures, notamment de Vincent Kompany et de Philippe Sandler. Àgé de 21 ans, il se retrouve fréquemment aligné auprès de joueurs encore plus jeunes, comme Sieben Dewaele, Marco Kana ou Killian Sardella, ce qui lui permet d'accélerer son expérience et sa maturité avec en bonus une première sélection chez les Diables Rouges. Souvent écarté voire poussé vers la sortie, Cobbaut est le défenseur anderlechtois qui joue le plus lors de cette saison mais le club ne s'oppose pas à un départ en cas de très belle offre.
La saison 2020-2021 est à nouveau synonyme de malchance pour l'arrière malinois, alors qu'il démarre la saison comme titulaire, lors de la quatrième journée à l'occasion de la partie face au KV Ostende, Elias Cobbaut est victime d'une fracture de la cheville droite, ce qui entraîne une absence de plusieurs mois. Il ne réintègre l'équipe qu'au mois de mars, face à ses anciennes couleurs. S'il dispute quatre des cinq dernières rencontres de la phase classique et cinq matchs sur six des play-offs, dont sept au total comme titulaire, cela ne l'empêche pas d'être placé sur une « liste noire » de neuf joueurs faisant l'objet d'un dégraissage en vue d'alléger la masse salariale.

#### Parme Calcio
Écarté du noyau dès la préparation de la saison 2020-2021, Cobbaut obtient un prêt avec option d'achat au Parme Calcio. Celui qui se considère comme l'un des « boucs émissaires » de la mauvaise période du Sporting d'Anderlecht se refait une santé en Italie, aux côtés notamment de Gianluigi Buffon, dans un championnat de Serie B qu'il estime relevé. Lors de sa première saison dans la Botte, il dispute 35 rencontres, inscrit deux buts et délivre trois assists, des chiffres qui achèvent de convaincre le club italien de lever l'option d'achat de 3 millions d'euros.
La saison 2022-2023 est marquée par une longue blessure au genou qui empêche Cobbaut de prendre part au début du championnat. Il revient ensuite dans le coup lors de la deuxième partie de saison, à partir du mois de mars, disputant même deux rencontres de barrages pour l'accession en Serie A. Cependant, son entraîneur Fabio Pecchia lui fait savoir qu'il n'entre plus dans ses plans et qu'il lui faut quitter le club.

#### Retour au KV Malines
Excédentaire au Parme Calcio, il est alors notamment cité au Club Bruges KV et au KRC Genk mais c'est finalement dans son club formateur qu'Elias Cobbaut dépose ses valises. Il y signe un contrat sous forme de prêt avec une option d'achat.

### En sélections nationales
Elias Cobbaut dispute les éliminatoires et la phase finale du championnat d'Europe 2019, avec l'équipe de Belgique espoirs, sous les ordres de Johan Walem qui ne tarit pas d'éloges à son égard.
Il est appelé une première fois chez les Diables Rouges en novembre 2019 par Roberto Martínez, un peu à la surprise générale y compris la sienne, en vue des rencontres de qualification à l'Euro 2020 contre la Russie et Chypre. S'il ne quitte pas le banc lors du premier match, il peut fêter sa première titularisation et sélection face aux Chypriotes. Convoqué à nouveau en septembre 2020 pour deux rencontres de Ligue des nations face au Danemark et à l'Islande, il doit déclarer forfait en raison d'une fracture de la cheville.

## Statistiques

### En club
| Saison                | Club                  | Championnat           | Championnat | Championnat | Championnat | Coupe(s) nationale(s) | Coupe(s) nationale(s) | Coupe(s) nationale(s) | Compétition(s) continentale(s) | Compétition(s) continentale(s) | Compétition(s) continentale(s) | Compétition(s) continentale(s) | Autres compétitions | Autres compétitions | Autres compétitions | Autres compétitions | Total | Total | Total |
| Saison                | Club                  | Division              | M.          | B.          | P.d.        | M.                    | B.                    | P.d.                  | Comp.                          | M.                             | B.                             | P.d.                           | Comp.               | M.                  | B.                  | P.d.                | M.    | B.    | P.d.  |
| 2013-2014             | KRC Malines           | Division 3A           | 1           | 0           | 0           | -                     | -                     | -                     | -                              | -                              | -                              | -                              | -                   | -                   | -                   | -                   | 1     | 0     | 0     |
| 2016-2017             | KV Malines            | Division 1A           | 7           | 0           | 0           | -                     | -                     | -                     | -                              | -                              | -                              | -                              | PO2                 | 10                  | 0                   | 0                   | 17    | 0     | 0     |
| 2017-2018             | KV Malines            | Division 1A           | 29          | 1           | 2           | 2                     | 0                     | 0                     | -                              | -                              | -                              | -                              | -                   | -                   | -                   | -                   | 31    | 1     | 2     |
| Sous-total            | Sous-total            | Sous-total            | 36          | 1           | 2           | 2                     | 0                     | 0                     | -                              | -                              | -                              | -                              | -                   | 10                  | 0                   | 0                   | 48    | 1     | 2     |
| 2018-2019             | RSC Anderlecht        | Division 1A           | 8           | 0           | 1           | -                     | -                     | -                     | C3                             | -                              | -                              | -                              | PO1                 | 4                   | 0                   | 0                   | 12    | 0     | 1     |
| 2019-2020             | RSC Anderlecht        | Division 1A           | 24          | 0           | 1           | 2                     | 0                     | 0                     | -                              | -                              | -                              | -                              | -                   | -                   | -                   | -                   | 26    | 0     | 1     |
| 2020-2021             | RSC Anderlecht        | Division 1A           | 8           | 0           | 1           | 2                     | 0                     | 0                     | -                              | -                              | -                              | -                              | PO1                 | 5                   | 0                   | 0                   | 15    | 0     | 1     |
| Sous-total            | Sous-total            | Sous-total            | 40          | 0           | 3           | 4                     | 0                     | 0                     | -                              | -                              | -                              | -                              | -                   | 9                   | 0                   | 0                   | 53    | 0     | 3     |
| 2021-2022             | Parme Calcio (prêt)   | Serie B               | 35          | 2           | 3           | -                     | -                     | -                     | -                              | -                              | -                              | -                              | -                   | -                   | -                   | -                   | 35    | 2     | 3     |
| 2022-2023             | Parme Calcio          | Serie B               | 9           | 0           | 1           | -                     | -                     | -                     | -                              | -                              | -                              | -                              | PO                  | 2                   | 0                   | 0                   | 11    | 0     | 1     |
| Sous-total            | Sous-total            | Sous-total            | 44          | 2           | 4           | -                     | -                     | -                     | -                              | -                              | -                              | -                              | -                   | 2                   | 0                   | 0                   | 46    | 2     | 4     |
| 2023-2024             | KV Malines (prêt)     | Division 1A           | 24          | 0           | 0           | 1                     | 0                     | 0                     | -                              | -                              | -                              | -                              | PO2                 | 6                   | 2                   | 1                   | 31    | 2     | 1     |
| 2024-2025             | AC Sparta Prague      | První Liga            | 7           | 1           | 0           | 2                     | 0                     | 0                     | C1                             | 2                              | 0                              | 0                              | PO                  | 3                   | 0                   | 0                   | 14    | 1     | 0     |
| 2025-2026             | AC Sparta Prague      | První Liga            | 1           | 0           | 0           | -                     | -                     | -                     | C4                             | 3                              | 0                              | 0                              | -                   | -                   | -                   | -                   | 4     | 0     | 0     |
| Sous-total            | Sous-total            | Sous-total            | 8           | 1           | 0           | 2                     | 0                     | 0                     | -                              | 5                              | 0                              | 0                              | -                   | 3                   | 0                   | 0                   | 18    | 1     | 0     |
| Total sur la carrière | Total sur la carrière | Total sur la carrière | 153         | 4           | 9           | 9                     | 0                     | 0                     | -                              | 5                              | 0                              | 0                              | -                   | 30                  | 2                   | 1                   | 197   | 6     | 10    |

### En sélections nationales
| Saison                | Sélection             | Phases finales        | Phases finales | Phases finales | Phases finales | Éliminatoires CDM | Éliminatoires CDM | Éliminatoires CDM | Éliminatoires EURO | Éliminatoires EURO | Éliminatoires EURO | Ligue des Nations | Ligue des Nations | Ligue des Nations | Matchs amicaux | Matchs amicaux | Matchs amicaux | Total | Total | Total |
| Saison                | Sélection             | Compétition           | M              | B              | Pd             | M                 | B                 | Pd                | M                  | B                  | Pd                 | M                 | B                 | Pd                | M              | B              | Pd             | M     | B     | Pd    |
| --------------------- | --------------------- | --------------------- | -------------- | -------------- | -------------- | ----------------- | ----------------- | ----------------- | ------------------ | ------------------ | ------------------ | ----------------- | ----------------- | ----------------- | -------------- | -------------- | -------------- | ----- | ----- | ----- |
| 2019-2020             | Belgique              | -                     | -              | -              | -              | -                 | -                 | -                 | 1                  | 0                  | 0                  | -                 | -                 | -                 | -              | -              | -              | 1     | 0     | 0     |
| Total sur la carrière | Total sur la carrière | Total sur la carrière | -              | -              | -              | -                 | -                 | -                 | 1                  | 0                  | 0                  | -                 | -                 | -                 | -              | -              | -              | 1     | 0     | 0     |

### Matchs internationaux
| Matchs internationaux d'Elias Cobbaut, | Matchs internationaux d'Elias Cobbaut, | Matchs internationaux d'Elias Cobbaut,  | Matchs internationaux d'Elias Cobbaut, | Matchs internationaux d'Elias Cobbaut, | Matchs internationaux d'Elias Cobbaut, | Matchs internationaux d'Elias Cobbaut, | Matchs internationaux d'Elias Cobbaut, |
| #                                      | Date                                   | Lieu                                    | Adversaire                             | Résultat                               | Compétition                            | Club                                   | Notes                                  |
| -------------------------------------- | -------------------------------------- | --------------------------------------- | -------------------------------------- | -------------------------------------- | -------------------------------------- | -------------------------------------- | -------------------------------------- |
| 1                                      | 19 novembre 2019                       | Stade Roi Baudouin, Bruxelles, Belgique | Chypre                                 | V 6 - 1                                | Éliminatoires de l'Euro 2020           | RSC Anderlecht                         | Titulaire.                             |

## Palmarès

### En club
|  |  | KRC Malines - Championnat de Belgique de troisième division (1) : - Champion : 2014 (Série A). |